# Saint-André-de-Boëge
Saint-André-de-Boëge – miejscowość i gmina we Francji, w regionie Owernia-Rodan-Alpy, w departamencie Górna Sabaudia.
Według danych na rok 1990 gminę zamieszkiwało 469 osób, a gęstość zaludnienia wynosiła 37 osób/km² (wśród 2880 gmin regionu Rodan-Alpy Saint-André-de-Boëge plasuje się na 1172. miejscu pod względem liczby ludności, natomiast pod względem powierzchni na miejscu 926.).